# Push It (Rick Ross)
"Push It" je debitantski singl repera Ricka Rossa s njegovog debitantskog studijskog albuma Port of Miami. Pjesma je kao singl objavljena u formatu CD singla, 12" inčnog singla i digitalnog downloada, 17. svibnja 2006. godine. Producent je J.R. Rotem, te pjesma sadrži uzorke glavne pjesme "Scarface (Push It to the Limit)" iz filma Lice s ožiljkom. Glazbeni spot je objavljen iste godine kada je singl objavljen.
Na službenom remixu pjesme gostuju Bun B, Jadakiss, Styles P i Game. Pjesma sadrži više uzoraka s pjesme "Scarface (Push It to the Limit)" nego original. Još jedan remix je objavljen zajedno s Trinom i Pliesom. Također su objavljeni i remixovi sa Seanom Kingstonom i Treyom Songzom. Kasnije su reperi iz Harlema, Cam'ron i Vado objavili freestyle na instrumental pjesme. Pjesma se također izvodi u 37. epizodi televizijske serije Zločinački umovi.

## Popis pjesama
| Br. | Skladba                  | Trajanje |
| --- | ------------------------ | -------- |
| 1.  | »Push It« (Explicit)     | 3:31     |
| 2.  | »Push It« (Clean)        | 3:31     |
| 3.  | »Push It« (Instrumental) | 3:31     |

## Top ljestvice
| Top ljestvice (2006.)                 | Završna pozicija |
| ------------------------------------- | ---------------- |
| SAD (Billboard Hot 100)               | 57               |
| SAD (Billboard Hot R&B/Hip-Hop Songs) | 12               |
| SAD (Billboard Rap Songs)             | 9                |
| SAD (Billboard Pop 100)               | 95               |

## Nadnevci objavljivanja
| Država                     | Nadnevak          | Format                                        | Diskografska kuća                                             | Izvor |
| -------------------------- | ----------------- | --------------------------------------------- | ------------------------------------------------------------- | ----- |
| Sjedinjene Američke Države | 17. svibnja 2006. | CD singl, 12" inčni singl, digitalni download | Slip-n-Slide Records Def Jam Recordings Poe Boy Entertainment | [ 9 ] |

## Vanjske poveznice
- Push It na YouTubeu